# Bye My Darling!
Singles de Crystal Kay
Motherland
(2004) Kiss
(2005)
Bye My Darling! est le 15e single de la chanteuse Crystal Kay sorti sous le label Sony Music Entertainment Japan le 17 novembre 2004 au Japon. Il atteint la 40e place au classement de l'Oricon et reste classé cinq semaines.
Bye My Darling! et flowers se trouvent sur l'album Crystal Style.

## Liste des titres
| 1. | Bye My Darling!             | Crystal Kay et Satomi | AKIRA  | 4:03 |
| 2. | flowers                     | Crystal Kay           | Satomi | 5:41 |
| 3. | Mirai no Chizu (未来の地図) | Crystal Kay           | Satomi | 4:07 |